# 나카모토 구니하루
나카모토 구니하루(일본어: 中本 邦治, 1959년 10월 29일 ~ )는 일본의 전 축구 선수이다.

## 국가대표팀 경력
그는 1979년 FIFA 세계 청소년 축구 선수권 대회에 참가할 일본 U-20 국가대표팀에 발탁되었으며, 3경기에 출전했다.
그는 1987년 하계 올림픽 예선에 참가할 일본 국가대표팀에 발탁되었으며, 9월 2일 태국와의 경기에서 데뷔했다. 그는 국제 A매치 통산 5경기에 출전했다.

## 통계
| 일본 | 일본 | 일본 |
| 연도 | 출전 | 득점 |
| ---- | ---- | ---- |
| 1987 | 5    | 0    |
| 통산 | 5    | 0    |